# Méthode d'évaluation de logiciels libres
 (octobre 2014).
Si vous disposez d'ouvrages ou d'articles de référence ou si vous connaissez des sites web de qualité traitant du thème abordé ici, merci de compléter l'article en donnant les références utiles à sa vérifiabilité et en les liant à la section « Notes et références ».
Plusieurs méthodes ont vu le jour pour formaliser une démarche d'évaluation et de qualification d'un logiciel libre et du projet chargé de son développement. Certaines traitent tout particulièrement des aspects tels que la maturité la pérennité et la stratégie, alors que d'autres y ajoutent également des aspects fonctionnels et techniques.

## Méthodes existantes
- Open Source Maturity Model (OSMM) de Capgemini
- Open Source Maturity Model (OSMM) de Navica
- Méthode de qualification et sélection de logiciels open source (QSOS)
- Open Business Readiness Rating (OpenBRR)

La Commission européenne a contribué en 2006 et 2007 au financement de certains projets IST visant à la définition de critères de qualification des logiciels libres :
- QualOSS (Quality in Open Source Software)
- FLOSSMetrics
- QualiPSo
- SQO-OSS (Software Quality Observatory - Open Source Software) : projet interrompu en 2008.

Ces projets ont entre autres pour objectif de faire progresser les méthodes d'évaluation de logiciels libres.

## Comparatif

### Critères de comparaison
- Ancienneté : date de création de la méthode.
- Auteurs originaux/Sponsors : auteurs originaux de la méthode et sponsors du projet
- Licence : licence de distribution et d'utilisation de la méthode et des évaluations générées
- Modèle d'évaluation :
  - Niveaux de détail : existence et nombre de niveaux de détail ou de granularité des évaluations
  - Critères prédéfinis : la méthode propose des critères d'évaluation prédéfinis
  - Critères techniques/fonctionnels : la méthode intègre des critères techniques et fonctionnels qui dépendent du type de logiciel évalué
- Modèle de notation :
  - Échelle de notation : plage de valeurs autorisée pour la notation des critères
  - Démarche itérative : l'évaluation peut être réalisée en plusieurs itérations via des critères de plus en plus précis
  - Pondération des critères : la méthode intègre un mécanisme de pondération des critères évalués
- Comparaison : le processus de comparaison des logiciels/projets évalués est formalisé par la méthode

### Tableau comparatif
| Critères                         | OSMM Capgemini                        | OSMM Navica                                     | QSOS                                                                | OpenBRR                                            |
| -------------------------------- | ------------------------------------- | ----------------------------------------------- | ------------------------------------------------------------------- | -------------------------------------------------- |
| Ancienneté                       | 2003                                  | 2004                                            | 2004                                                                | 2005                                               |
| Auteurs originaux/Sponsors       | Capgemini                             | Navicasoft                                      | Atos Origin                                                         | Carnegie Mellon West, SpikeSource, O'Reilly, Intel |
| Licence                          | Pas libre mais distribution autorisée | Modèles d'évaluation sous Academic Free License | Méthode et évaluations sous licence FDL, logiciels sous licence GPL | Évaluations sous licence Creative Commons          |
| Modèle d'évaluation              | Pragmatique                           | Pragmatique                                     | Pragmatique                                                         | Scientifique                                       |
| Niveaux de détail                | 2 axes sur 2 niveaux                  | 3 niveaux                                       | 3 niveaux ou plus (grille fonctionnelle)                            | 2 niveaux                                          |
| Critères prédéfinis              | Oui                                   | Oui                                             | Oui                                                                 | Oui                                                |
| Critères techniques/fonctionnels | Non                                   | Non                                             | Oui                                                                 | Oui                                                |
| Modèle de notation               | Souple                                | Souple                                          | Strict                                                              | Strict                                             |
| Échelle de notation              | 1 à 5                                 | 1 à 10                                          | 0 à 2                                                               | 1 à 5                                              |
| Démarche itérative               | Non                                   | Non                                             | Oui                                                                 | Non                                                |
| Pondération des critères         | Oui                                   | Oui                                             | Oui                                                                 | Oui                                                |
| Comparaison                      | Oui                                   | Non                                             | Oui                                                                 | Non                                                |